# Galvano Della Volpe
Galvano Della Volpe (Imola, 24 de septiembre de 1895 - Roma 13 de julio de 1968) fue un filósofo marxista, profesor e intelectual italiano. En sus obras, se abordan problemáticas tan diversas como la dimensión moral, la estética, el cine o la teoría del conocimiento.

## Biografía
Nacido en una familia de estirpe noble, se licenció en filosofía, por la Universidad de Bolonia, bajo la dirección del filósofo italiano Rodolfo Mondolfo, en 1920. A partir de 1929, impartió el curso de historia de la filosofía en la Universidad de Bolonia. En 1938, fue nombrado profesor, de la misma asignatura, en la Universidad de Mesina. Se retiró de la actividad docente en 1965. Desde 1944, hasta su fallecimiento, perteneció y militó en el Partido comunista Italiano, sin tener, en el dominio teórico e intelectual, mayor influencia en las líneas políticas y teoréticas oficiales de la organización política, cuyo secretario general en aquel entonces, Palmiro Toglitatti, difusor y continuador del trabajo de Antonio Gramsci, bregaba por un marxismo no tan abocado a una crítica radical del idealismo (principalmente, en la tradición italiana, el de Benedetto Croce)y afín a un óptica historicista y voluntarista. En Italia, su obra fue un influjo importante y fundamental para ciertos jóvenes pensadores, entre los que destacan Lucio Colletti, Umberto Cerroni, Mario Rossi, Giulio Pietranera y Alessandro Mazzone.

## Obra
- Hegel romantico e mistico (1929)
- Il misticismo speculativo di Maestro Eckhart nei suoi rapporti storici (1930)
- La filosofia dell’esperienza di D. Hume (2 vol. 1933-1935)
- Crisi dell’estetica romantica (1941)
- Critica dei principi logici (1942)
- La libertà comunista. Saggio di una critica della ragion “pura” pratica  (1946). Traducción al castellano: La libertad comunista.
- Per la teoria di un umanesimo positivo. Studi e documenti sulla dialettica materialistica (1949)
- Logica come scienza positiva (1950)
- Poetica del Cinquecento (1956)
- Rousseau e Marx ed altri saggi di critica materialistica (1957). Traducción al castellano: Rousseau y Marx y otros ensayos de crítica materialista.
- Critica del gusto (1960)
- Critica dell'ideologia contemporanea (1967). Traducción al castellano: Crítica de la ideología contemporánea